# Holsten
Pivovar Holsten se nachází v hanzovním městě Hamburk, původně byl založen v holštýnském městě Altona. Byl přestěhován přes řeku Labe, pro lepší dopravní dostupnost. Nejznámější je pro výrobu piva typu ležák (Lager). Objem alkoholu je 4,9 %. Pivovar sponzoruje např. fotbalový tým VfB Lübeck. Logo obsahuje rytíře, který má na svém štítě písmeno H. Jen s minimálními změnami je logo stejné po 130 let.

## Historie
Již v 16. století se v Hamburku nacházelo přes 500 pivovarů. Hamburku se také říkalo Pivovar hanzy. Pivovar Holsten byl založen 24, května 1879. V roce 1880 byla uvařena první várka piva. Rok na to byla v Londýně otevřena první zahraniční pobočka pivovaru. Na konci 20. století pivovar Holsten koupil svého městského rivala, který vyráběl pivo Astra. Ve své expanzi pivovar pokračuje i v 21. století, koupil např. pivovar v Duisburgu a v Hesensku. Od roku 2004 je majitelem dánská pivovarnická společnost Carlsberg.

## Produkty
Produkty, které jsou k dispozici k dubnu 2022. Jedná se o produkty dvou značek Astra a Holsten.

#### Astra
- Astra Kiezmische – pivo míchané s limonádou
- Astra Rakete – pivo ochucené osvěžující citrusovou vodkou.
- Astra Rotlicht – silné pivo obj. alk. 6,0 %
- Astra Urtyp – pivo, které se vaří dle původní receptury

#### Holsten
- Holsten Alkoholfrei – nealkoholické pivo
- Holsten Bernstein – pivo ležákového typu s novou recepturou
- Holsten Edel – typické severoněmecké pivo
- Holsten Export – pivo určené k exportu dle německých norem
- Holsten Pilsener – klasický ležák dle hamburských tradic